# Mary Bolduc

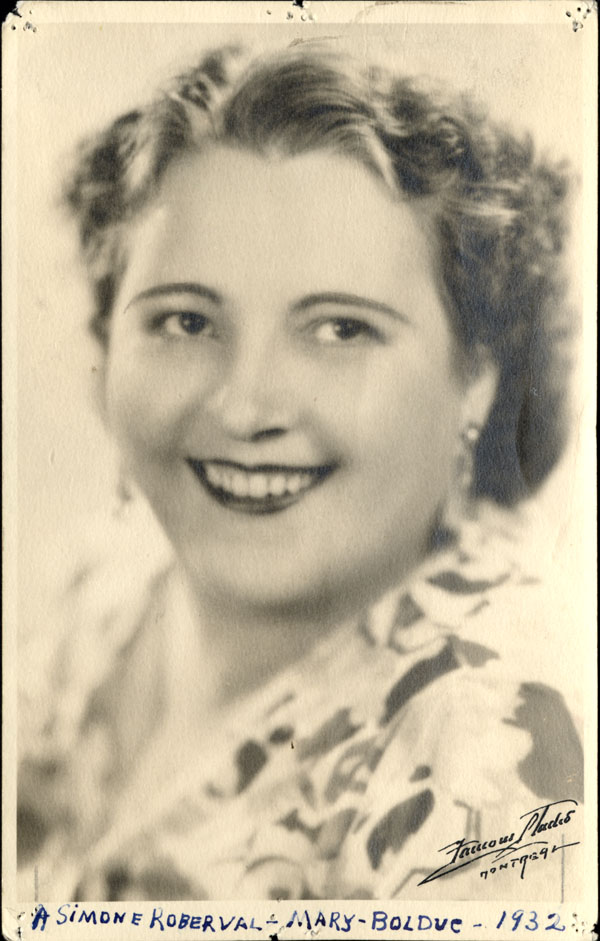
La Bolduc

Mary Bolduc (geb. Mary Rose Anne Travers, genannt La Bolduc oder auch Madame Bolduc; * 4. Juni 1894 in Newport, Québec; † 20. Februar 1941 in Montreal) war eine kanadische Singer-Songwriterin.

## Leben
Mary Travers wuchs mit elf Geschwistern in armen Verhältnissen auf. Sie hatte nur eine elementare Schulbildung und keine formale musikalische Ausbildung. Sie begann als Haushaltshilfe zu arbeiten und heiratete zwanzigjährig den Installateur Édouard Bolduc. In den folgenden Jahren bis 1929 wurde sie zwölf- oder dreizehnmal schwanger, aber nur vier ihrer Kinder erreichten das Erwachsenenalter. Ihr Mann verdiente nur wenig, wenn er nicht überhaupt arbeitslos war, so dass materielle Not das Leben der Familie begleitete.
Mit Freunden spielte Mary zur Unterhaltung traditionelle Tänze und Lieder, und einige dieser Freunde waren Amateurmusiker, die am Monument National in Conrad Gauthiers Veillées du bon vieux temps auftraten. Um Geld zuzuverdienen, begleitete sie die Sänger der Truppe auf der Geige oder Maultrommel. Später wirkte sie an Rundfunkaufnahmen des Orchesters des Monument national mit und trat gelegentlich als Sängerin auf. Der Folksänger Ovila Légaré wurde auf sie aufmerksam und empfahl sie dem Musikproduzenten Roméo Beaudry.
Dieser produzierte 1929 mit ihr ihre erste Platte mit dem Song Y’a longtemps que je couche par terre und einem Instrumentalstück. Bereits ihre zweite Platte mit den Titeln La Cuisinière und Johnny Monfarleau wurde ein Erfolg und machte sie als Folksängerin bekannt. In der Folgezeit schrieb und komponierte sie jeden Monat zwei Stücke für Beaudrys Label.
1930 war sie Star eines Maskenballs in Lachute, und der Erfolg brachte ihr 1931 ein Angebot am Théâtre Arlequin de Québec. Mit Juliette d’Argère unternahm sie 1931 eine dreimonatige Tour durch Québec. 1932 gründete sie eine eigene Truppe, die sie La Troupe du bon vieux temps nannte. Sie wurde in Kanada als La Bolduc berühmt und auch finanziell so erfolgreich, dass sie für ihre Kinder ein Kindermädchen einstellen konnte.
Ihre Konzerttätigkeit wurde 1937 durch einen Verkehrsunfall beendet. Bei der Behandlung ihrer Verletzungen wurde eine Krebserkrankung diagnostiziert. Erst ab Sommer 1938 trat sie wieder auf, jedoch nur in und um Montreal. Anfang 1939 hatte sie einen Rundfunkauftritt, und im Februar entstanden ihre letzten Plattenaufnahmen.
La Bolduc steht am Anfang der Entwicklung des kanadischen Chansons. Musiker wie Roland Lebrun, Félix Leclerc, Oscar Thiffault, André Gagnon, Clémence DesRochers, Pauline Julien und Robert Charlebois stehen in ihrer Tradition.

## Ehrungen
Am 6. November 1992 ehrte die kanadische Regierung, vertreten durch den für das Historic Sites and Monuments Board of Canada zuständigen Minister, La Bolduc und erklärte sie zu einer „Person von nationaler historischer Bedeutung“.